# Mineralfarver
Mineralfarver er en fællesbetegnelse for malinger med mineralske bindemidler. Indenfor malinger skelner man mellem to relevante mineralske bindemidler: kalk og silikat.
Modsat bindemidlet kalk, som karbonatiserer ved reaktion med kuldioxid og vand (carbonat), hærder silikatbindemidler (som regel kaliumsilikat eller kalivandglas) under indvirkning af CO2 og danner calciumsilikathydrater ved kontakt med mineralske reaktanter. 
Da kalkfarver (med forbehold for fresko) ikke altid er vejrbestandige, benyttes de i dag overvejende til restaurering af fredede bygninger. Når man i dag taler om mineralfarver, menes der som regel silikatfarver. Silikatfarver indeholder bindemidlet kalivandglas. De kaldes også vandglas maling eller keimfarver efter opfinderen Adolf Wilhelm Keim, 1851-1913.
Silikatfarvernes specielle sammensætning giver dem særlige egenskaber. Mineralske silikatfarver har en meget lang levetid og er vejrbestandige. De kan have en levetid på langt over hundrede år. Et eksempel herpå er rådhuset i Schwyz i Schweiz, der blev malet med en mineralsk silikatfarve i det 19. århundrede.

## Historie
Alkymister fandt i jagten på "de vises sten" (guldfremstilling) glaslignende perler i deres ildsteder. Det var sand blandet med potaske, som var smeltet til perler af vandglas under varmepåvirkning. Små, runde skiver af vandglas blev fremstillet og benyttet som de første vinduer. Den første industrielle produktion af vandglas blev startet i det 19. århundrede af Van Baerle i Gernsheim og Johann Gottfried Dingler i Augsburg i Tyskland. De første forsøg på fremstilling af vandglasmaling blev foretaget af Johann Nepomuk von Fuchs.
Cirka 1850 blev vandglasmaling brugt til facadebemaling på Alte Pinakothek i München af kunstmalerne Kaulbach og Schlotthauer.
Da der blev brugt pigmenter, der ikke bindes ved forkisling (altså ikke jordpigmenter), blev malerierne vasket ud af vandglasmalingen.
Mineralfarver blev patenteret i 1878 af håndværkeren og forskeren Adolf Wilhelm Keim og fremstilles stadig af firmaet Keimfarben i Diedorf ved Augsburg.
V. van Baerle, der var leverandør af vandglas til Keim, forsøgte også at fremstille silikatmalinger. Hans eksperimenter tog flere år, før de lykkedes, og han endte også med gode resultater. Fabrikken Silinwerk van Baerle i Gernsheim og firmaet Keimfarben i Diedorf ved Augsburg i Tyskland blev kendte producenter.
Adolf Wilhelm Keims intensive forskningsarbejde blev udløst af den kunstinteresserede kong Ludwig I. af Bayernsom var så begejstret for de farverige kalkmalerier i Norditalien, at han også ville have sådanne i sit kongerige Bayern Dog var klimaet nord for Alperne væsentligt mere barskt, og kunstmalerierne blev ødelagt i løbet af kort tid. Derfor opfordrede kongen videnskabsmænd i Bayern til at udvikle en farve, som så ud som kalk, men som var længere holdbar.
Der eksisterer stadig originale bemalinger fra det 19. århundrede. Facader i Schweiz, f.eks. på kroen "Weißer Adler" i Stein am Rhein eller rådhuset i Schwyz (1891), i Oslo (1895) eller i Traunstein (1891) er imponerende beviser.

## Egenskaber
Mineralfarver indeholder udover uorganiske farvestoffer som hovedbestanddel en kaliumholdig alkalisilikat (vandglas), også kaldt kalivandglas, flydende kaliumsilikat eller LIQUOR SILICIUM. En overfladebehandling med mineralfarver danner ikke et filmlag som almindelige malinger, men forbinder sig uløseligt med underlaget (forkisling).
Resultatet er en stærk og holdbar forbindelse mellem farvelaget og underlaget. Endvidere er bindemidlet vandglas meget modstandsdygtigt mod UV-påvirkninger. Til forskel fra organiske bindemidler som acrylat- eller silikoneharpiksdispersioner, der skørner under UV-påvirkning i løbet af årene og resulterer i kridtning af overfladen og revner, er det uorganiske bindemiddel vandglas stabilt. Den kemiske forbindelse med underlaget og bindemidlets UV-stabilitet er de væsentligste grunde til silikatfarvens lange levetid.
En forudsætning for silikatfarvernes afbinding er et silicium holdigt underlag. Derfor egner de sig til mineralske underlag som mineralpuds og beton. På træ og metal kan de normalt ikke anvendes direkte. Silikatfarvens vanddampgennemtrængelighed (diffusionsåbenhed) svarer til underlaget. Det betyder, at silikatfarve praktisk talt ikke forhindrer gennemtrængningen af vanddamp. Fugtigheden i muren eller i pudset kan trænge uhindret igennem. Det holder væggen tør og forhindrer byggeskader. Desuden undgås således kondensdannelse på byggematerialets overflade, hvilket formindsker risikoen for vækst af alger og skimmelsvamp. Bindemidlet vandglas er stærkt basisk og beskytter også på denne måde mod mikroorganismer. Af denne grund kan der helt udelades konserveringsmidler.
I modsætning til dispersions- eller silikoneharpiksbehandlede overflader bliver den mineralsk behandlede overflade ikke så let snavset, da den ikke oplader statisk elektricitet og ikke klæber, når den bliver varm (ingen termoplasticitet). Færre urenheder sætter sig på overfladen, og de vaskes lettere af igenSilikatfarve er ikke brændbar og indeholder ingen organiske komponenter eller organiske opløsningsmidler (DIN 18363 Male- og lakeringsarbejder – belægninger 2.4.1).
Silikatfarve er meget farvestabil. Hvis der udelukkende er anvendt mineralske, UV-stabile pigmenter, forbliver farvetonen konstant i årtier.
Silikatfarve fremstilles på basis af mineralske råstoffer, og produktionen og funktionen er meget miljøvenlig. Den lange holdbarhed er ressourcebesparende, og sammensætningen er ikke miljøbelastende. Derfor bruges silikatmaling især inden for bæredygtigt byggeri.

## Typer
Der skelnes i dag mellem tre typer silikatfarver: Den rene silikatfarve består af to komponenter; et farvepulver (i tør form eller som pasta) og det flydende bindemiddel vandglas. (DIN 18363 Male- og lakeringsarbejder – belægninger 2.4.1) Forarbejdningen kræver en del erfaring og knowhow. Denne type benyttes især til historiske bygningsværker.
I midten af det 20. århundrede blev den første enkomponente silikatfarve udviklet. Ved tilsætning af op til 5 vægtprocent organiske tilsætningsstoffer (f.eks. acrylatdispersion, vandafvisende midler, fortykningsmiddel o.l.) markedsføres malingen brugsfærdig i bøtter. Man taler her om de såkaldte "dispersionssilikatmalinger" (DIN 18363 Male- og lakeringsarbejder – belægninger 2.4.1). Anvendelsesområdet for denne type silikatfarve er meget bredere end for den rene silikatfarve, da det også er muligt at benytte den på underlag af ringere styrke og/eller med organiske bestanddele. Dispersionssilikatmalinger er desuden lettere at anvende end den rene silikatfarve.
I 2002 blev en tredje kategori introduceret, den såkaldte sol-silikatfarve. Denne type indeholder en kombination af kiselsol og vandglas. Den organiske andel er som ved dispersionssilikatmalingen begrænset til 5 vægtprocent for at opnå den kemiske binding og de silikattypiske fordele. Sol-silikatfarve kan også bruges på ikke-mineralsk puds. Her sker bindingen kemisk og fysisk. Sol-silikatfarve har revolutioneret brugen af silikatfarve mht. anvendelsesområde. Anvendelsen af denne malingtype er enkel og sikker, og den kan benyttes på næsten alle underlag.